# Cephaloleia bondari
Cephaloleia bondari là một loài bọ cánh cứng trong họ Chrysomelidae. Loài này được Monrós miêu tả khoa học năm 1945.